# Mircea Lucescu
Mircea Lucescu, född 29 juli 1945 i Bukarest, Rumänien var en professionell fotbollsspelare som avslutade den karriären 1982, i samma lag som han började sin tränarkarriär 1979. Han har varit tränare för både Rumäniens och Turkiets landslag.

## Meriter

### Som spelare
Dinamo Bukarest
- Rumänsk mästare (6): 1963/64, 1964/65, 1970/71, 1972/73, 1974/75, 1976/77
- Rumänska cupen (2):  1967/68

### Som tränare
Dinamo Bukarest
- Rumänsk mästare (1): 1989/90
- Rumänska cupen (2): 1985/86, 1989/90

Brescia
- Italiensk Serie B mästare (1): 1991/92
- Anglo-Italienska Cupen (1): 1993/94

Rapid Bukarest
- Rumänsk mästare (1): 1998/99
- Rumänska supercupen (1): 1999
- Rumänska cupen (1): 1997/98

Galatasaray
- UEFA Super Cup (1): 2000
- Turkisk mästare (1): 2001/02

Beşiktaş
- Turkisk mästare (1): 2002/03

Sjachtar Donetsk
- Uefacupen (1): 2008/09
- Ukrainska mästare (8): 2004/05, 2005/06, 2007/08, 2009/10, 2010/11, 2011/12, 2012/13, 2013/14
- Ukrainska cupen (6): 2003/04, 2007/08, 2010/11, 2011/12, 2012/13, 2015/16
- Ukrainska supercupen (7): 2005, 2008, 2010, 2012, 2013, 2014, 2015

Zenit Sankt Petersburg
- Ryska supercupen (1): 2016